# Častni vojni znak
Častni vojni znak Slovenske vojske je najvišje vojaško odlikovanje, ki ga podeljuje Ministrstvo za obrambo Republike Slovenije pripadnikom Slovenske vojske za izkazano izjemno hrabrost v vojni in/ali žrtvovano življenje ob opravljanju dolžnosti. Odlikovanje se lahko podeli posmrtno. Odlikovanje je opredeljeno v Pravilniku o priznanjih Ministrstva za obrambo.

## Opis
Priznanje častni vojni znak je oblikovano kot oznaka pripadnosti Slovenski vojski, ki jo obkroža venec zelenih lipovih listov. V ozadju sta prekrižana meča, ki imata vidna ročaja in konici rezil. Sredi znaka je na modrem polju  napis SLOVENIJA, pod njim je na rdečem polju letnica, na katero se podelitev nanaša. Na zadnji strani znaka sta vgravirana ime in priimek nosilca. Častni vojni znak je izdelan iz srebra, pozlačen in emajliran.